# A Viagem (1975)
A Viagem é uma telenovela brasileira exibida pela Rede Tupi de 1º de outubro de 1975 a 26 de março de 1976 em 153 capítulos, substituindo Ovelha Negra e sendo substituída por Xeque-Mate. 
Escrita por Ivani Ribeiro, com assessoria de Herculano Pires, tem direção de Edison Braga.
Conta com as atuações de Eva Wilma, Altair Lima, Ewerton de Castro, Tony Ramos, Elaine Cristina, Rolando Boldrin, Irene Ravache e Adriano Reys nos papéis principais.

## Enredo

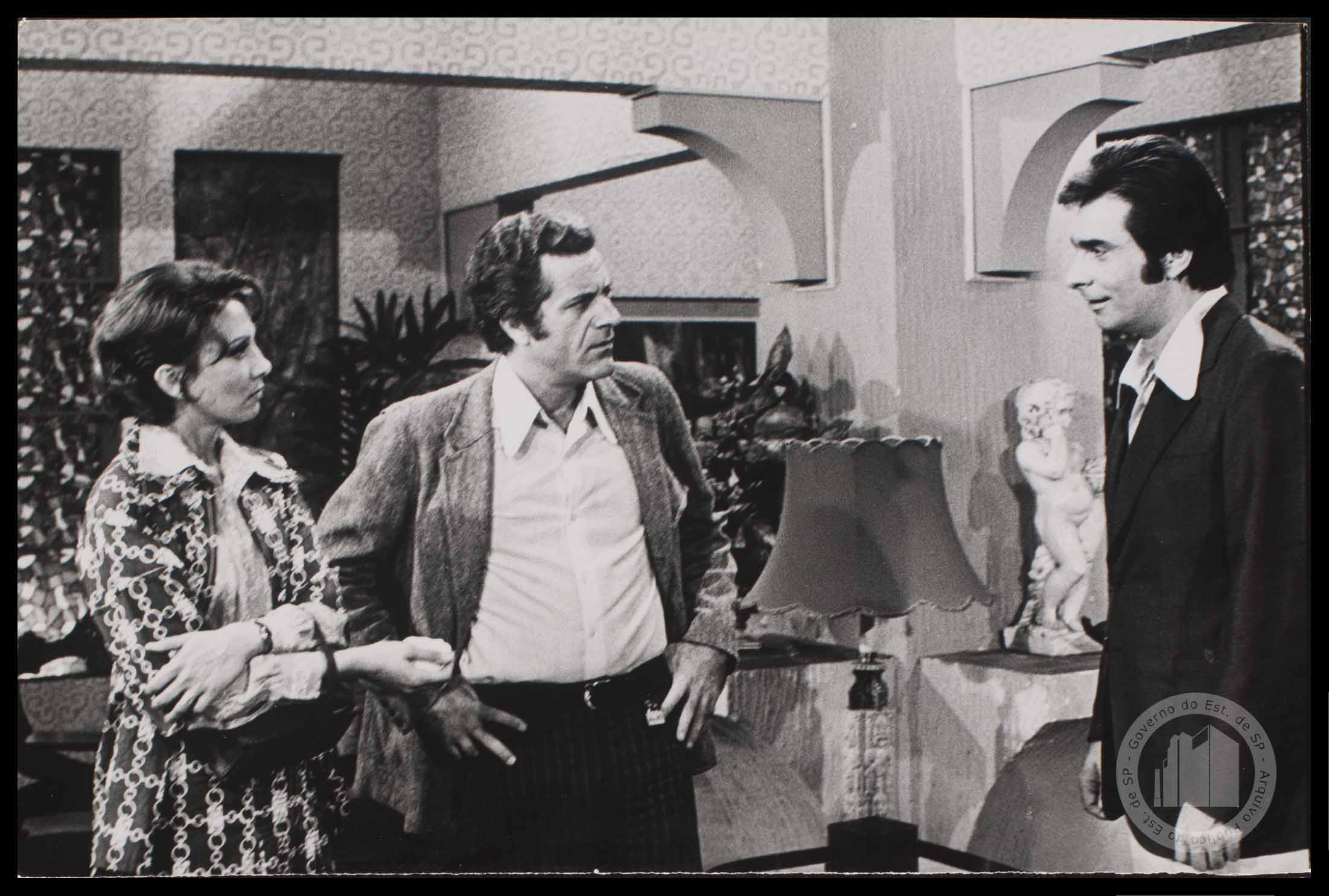
Eva Wilma, Rolando Boldrin e Altair Lima em cena de "A Viagem".

Alexandre (Ewerton de Castro) é um playboy inconsequente que matou um homem em uma tentativa de roubo. Ao fugir da polícia, é delatado pelo irmão Raul (Adriano Reys) e pelo cunhado Téo (Tony Ramos). O famoso criminalista César Jordão (Altair Lima) não aceita defendê-lo nos tribunais, pois a vítima era um amigo pessoal. Para ajudá-lo, Alexandre conta apenas com a irmã mais velha, Diná (Eva Wilma), que luta para livrá-lo da cadeia. Até mesmo a namorada Lisa (Elaine Cristina) o abandona. Condenado, o rapaz comete suicídio na prisão, amaldiçoando todos que o traíram.
Diná é casada com Téo, um rapaz mais jovem e boa pinta que sofre com o ciúme doentio da esposa, o que coloca o casamento em xeque. A mãe doente, Dona Isaura (Carmem Silva), tenta se recuperar da perda do filho caçula com a amizade do médico da família, o Dr. Alberto (Rolando Boldrin). Ele é um médico espiritualista que se apaixona por Estela (Irene Ravache), a outra filha de Isaura. Abandonada pelo marido Ismael (Serafim Gonzalez), um mau-caráter, Estela criou sozinha a filha Maria Lúcia (Suzy Camacho), que sonha em reencontrar o pai.
Raul, irmão de Alexandre, Diná e Estela, tem um casamento feliz com Andreza (Joana Fomm) e uma boa relação com a sogra, Dona Guiomar (Carminha Brandão), que o trata como filho. Para completar a felicidade do casal, falta um bebê, que os dois lutam para conseguir. O advogado César Jordão é também amigo do Dr. Alberto. Viúvo, é pai de dois filhos: Júnior (Carlos Alberto Ricceli), que quer seguir a sua carreira, e o adolescente Dudu (Haroldo Botta). Após a morte de Alexandre, a vida de todos esses personagens muda drasticamente.
O espírito de Alexandre planeja uma vingança contra os que lhe viraram as costas. Seus principais alvos são o irmão Raul, o cunhado Téo e o advogado César Jordão. Dona Guiomar, a sogra de Raul, influenciada pelo espírito de Alexandre, transforma o casamento do genro e da filha em um inferno, até conseguir separá-los. O filho de César, Júnior, deixa de lado os estudos e torna-se um delinquente, tal qual Alexandre fora um dia. E Téo passa a sofrer de surtos que o deixam violento, principalmente depois que se separa de Diná e se envolve com Lisa, a antiga namorada de Alexandre.
Entretanto, Alexandre não contava que Diná, a única que lhe estendeu a mão, fosse se apaixonar por César, o seu maior desafeto. O Dr. Alberto, adepto do espiritismo, tenta, por meio de reuniões mediúnicas, conscientizar o espírito atormentado de Alexandre do mal que causa às pessoas. O clímax é a morte de César, em um acidente. Diná e ele passam a viver um amor transcendental. Porém, ela adoece e também morre. Juntos em outro plano, em um lugar conhecido como Nosso Lar, os dois tentam neutralizar a má influência de Alexandre sobre seus entes queridos.

## Elenco
| Ator/Atriz               | Personagem                   |
| ------------------------ | ---------------------------- |
| Eva Wilma                | Diná Veloso Moraes           |
| Altair Lima              | Dr. César Jordão             |
| Ewerton de Castro        | Alexandre Veloso             |
| Tony Ramos               | Teófilo Moraes (Téo)         |
| Elaine Cristina          | Lisandra Barbosa (Lisa)      |
| Rolando Boldrin          | Dr. Alberto Rezende          |
| Irene Ravache            | Estela Veloso Novais         |
| Adriano Reys             | Raul Veloso                  |
| Joana Fomm               | Andreza Muniz Veloso         |
| Carminha Brandão         | Guiomar Muniz                |
| Carmem Silva             | Isaura Veloso                |
| Serafim Gonzalez         | Ismael Novais                |
| Suzy Camacho             | Maria Lúcia Veloso Novais    |
| Carlos Alberto Riccelli  | César Jordão Júnior (Júnior) |
| Ana Rosa                 | Carmem                       |
| Francisco di Franco      | Mauro Rezende                |
| Yolanda Cardoso          | Josefina Moraes              |
| Dante Ruy                | Agenor Barbosa               |
| Abrahão Farc             | Seu Tibério                  |
| Lúcia Lambertini         | Dona Cidinha                 |
| Wilma de Aguiar          | Fátima                       |
| Teresinha Sodré          | Nenê                         |
| Ricardo Blat             | Hélio Barbosa (Helinho)      |
| Cláudio Correia e Castro | Daniel                       |
| Silvio Rocha             | Lourenço                     |
| Leonor Lambertini        | Luísa                        |
| Arnaldo Weiss            | João                         |
| Oswaldo Campozana        | Jurandir                     |
| Carmem Marinho           | Renata                       |
| Maria Viana              | Edméa                        |
| Gervásio Marques         | Queiroz                      |
| Carlos Augusto Strazzer  | Sombra                       |
| Kadu Moliterno           | Caíto                        |
| José Parisi Júnior       | Lula                         |
| Terry Winter             | Rui                          |
| Arnaldo José Pinto       | Zeca                         |
| Judy Teixeira            | Francisca                    |
| Antônio Pitanga          | Damião                       |
| Elza Maria               | Zulmira                      |
| Anita Cousseiro          | Glória                       |
| Elizabeth Hasselbarth    | Dolores                      |
| Haroldo Botta            | Eduardo Jordão (Dudu)        |
| Andréa Morales           | Patrícia Veloso Moraes       |

### Participações especiais
| Participante         | Personagem                                    |
| -------------------- | --------------------------------------------- |
| Annamaria Dias       | Verônica Jordão (Vera)                        |
| Arlete Montenegro    | Mariana                                       |
| Oswaldo Mesquita     | Duarte                                        |
| Clemente Viscaíno    | colega de cela de Alexandre                   |
| Cuberos Neto         | O Desconhecido                                |
| Elisa D'Agostino     |                                               |
| Eudósia Acuña        | Natália                                       |
| Guilherme Corrêa     | advogado de defesa no julgamento de Alexandre |
| Jack Militello       | Estevão                                       |
| Kate Hansen          | Carlota (dama do Brasil Colonial 2)           |
| Luís Américo         |                                               |
| Luiz Antônio Piva    | Dr. Tobias                                    |
| Márcia Maria         | Carlota (dama do Brasil Colonial 1)           |
| Neusa Borges         | escrava de Carlota                            |
| Régis Monteiro       | Zé Luiz                                       |
| Ricardo Dias         | Tião Dedo-Mole                                |
| Rildo Gonçalves      | promotor no julgamento de Alexandre           |
| Rogaciano de Freitas | Germano                                       |
| Rubens Pignatari     |                                               |
| Sérgio Galvão        | Delegado                                      |

## Produção
Para introduzir o espiritismo à história de A Viagem, Ivani Ribeiro baseou-se nos livros E a Vida Continua... (1968) e Nosso Lar (1944), psicografados pelo médium Chico Xavier do espírito André Luiz, que retratavam a doutrina. A autora pensou, inicialmente, em adaptar uma obra de Xavier, porém o próprio pediu que a trama apenas abordasse o tema. O educador Herculano Pires, conhecido divulgador do kardecismo, prestou consultoria a Ivani, revisando os roteiros dos capítulos para que fossem condizentes com a teoria espírita.
Após a TV Globo ser advertida do veto da exibição de Roque Santeiro por parte da censura do governo brasileiro antes de sua estreia, tendo que reprisar Selva de Pedra na faixa das 20 horas, a Rede Tupi aproveitou para lançar adiantadamente A Viagem como única produção inédita do horário, encurtando, inclusive, a duração de sua antecessora Ovelha Negra.
A Viagem teve duas aberturas exibidas na Rede Tupi. Na exibição original, em 1975, era mostrado um livro num fundo azul e amarelo, sendo manuseado por um figurante; a cada virada de página, era mostrado o nome do elenco e toda a equipe técnica, finalizando com uma frase de William Shakespeare, manuscrita sob uma caneta vermelha: "Há mais mistérios entre o céu e a terra do que a vã filosofia dos homens possa imaginar." Na reprise de 1980, a novela ganhou um novo logotipo e uma nova abertura, contendo obras de arte que simbolizavam a divisão entre o céu e o inferno em imagens metafísicas e esotéricas. Nessa exibição, o tema principal escolhido foi a junção das canções "Voyager" e "The Eagle Will Rise Again", de Alan Parsons. Cyro Del Nero foi o responsável pela criação da nova abertura.

## Exibição
Foi reprisada no mesmo horário da exibição original de 3 de março a 11 de julho de 1980 em 95 capítulos, substituindo a inédita Como Salvar Meu Casamento, que saiu do ar faltando serem transmitidos vinte capítulos para a sua conclusão devido à suspensão e ao posterior cancelamento de produções dramatúrgicas da emissora. A trama de Ivani Ribeiro foi a última veiculada pelo canal, que saiu do ar e encerrou suas atividades uma semana após sua reapresentação.

### Outras mídias
Dos 141 capítulos originariamente exibidos, tem-se 104 preservados, estando atualmente sob a guarda da Cinemateca Brasileira. É uma das novelas mais preservadas da antiga TV Tupi.

## Música

### Internacional
| N.º | Título                               | Música                               | Tema             | Duração |  |
| 1.  | "Tornado"                            | Elenco original de The Wiz           | Abertura         |         |  |
| 2.  | "Goodbye My Love, Goodbye"           | Danny Stinger                        | Júnior e Nenê    |         |  |
| 3.  | "Io Ti Propongo (Proposta)"          | Iva Zanicchi                         | Lisa e Téo       |         |  |
| 4.  | "You Won't Have to Tell me Goodbye"  | Blue Magic                           | Diná             |         |  |
| 5.  | "Sans Amour"                         | Gilbert                              | Diná e César     |         |  |
| 6.  | "Peccato D'Amore"                    | Tommy Cooper and the Supersound Crew | Alexandre        |         |  |
| 7.  | "Noi Innamorati... D'Improvviso"     | Fred Bongusto                        | Téo              |         |  |
| 8.  | "Just as Soon as the Feeling's Over" | Margie Joseph                        | Alberto e Estela |         |  |
| 9.  | "Just Like Yesterday"                | Sebastian                            | Júnior e Nenê    |         |  |
| 10. | "I Love You (Natalie)"               | Rosemary                             | Alexandre e Lisa |         |  |
| 11. | "Ammazzate Oh!"                      | Luciano Rossi                        | Núcleo de Lisa   |         |  |
| 12. | "Paopop"                             | Enrico Intra                         | Tibério          |         |  |

Duas versões do long play desta trilha sonora foram lançadas com músicas diferentes na faixa n.º 4, sendo elas "You Won't Have to Tell me Goodbye" e "Chasing Rainbows", do quinteto Blue Magic, porém as capas não foram atualizadas e apenas a primeira canção foi creditada.

### Nacional
| N.º | Título                 | Música           | Tema                   | Duração |  |
| 1.  | "Moça Criança"         | Agepê            | Maria Lúcia e Helinho  |         |  |
| 2.  | "Ganhar e Perder"      | Adriana          | Téo e Lisa             |         |  |
| 3.  | "Noche de Ronda"       | Gregório Barrios | César e Diná           |         |  |
| 4.  | "Assim, Tudo Está Bem" | Gilbert          |                        |         |  |
| 5.  | "Tenho"                | Wilson Miranda   |                        |         |  |
| 6.  | "Beco Sem Saída"       | Sílvio Caldas    | Dona Cidinha e Tibério |         |  |
| 7.  | "Pecado"               | Gregório Barrios | César e Diná           |         |  |
| 8.  | "Carta de Alforria"    | Luiz Américo     | Téo                    |         |  |
| 9.  | "Triste Adeus"         | Gilbert          | Mauro e Carmem         |         |  |
| 10. | "Se Você Vai"          | Márcio Prado     |                        |         |  |
| 11. | "Pulsars"              | Kate Lyra        |                        |         |  |
| 12. | "Tema R"               | Aloísio Silva    | Geral                  |         |  |

## Prêmios
| Ano  | Prêmio                   | Categoria    | Nomeação        | Resultado | Ref.  |
| ---- | ------------------------ | ------------ | --------------- | --------- | ----- |
| 1976 | Prêmio APCA de Televisão | Melhor Ator  | Rolando Boldrin | Venceu    | [ 1 ] |
| 1976 | Prêmio APCA de Televisão | Melhor Atriz | Eva Wilma       | Venceu    | [ 1 ] |
| 1976 | Prêmio APCA de Televisão | Melhor Atriz | Irene Ravache   | Venceu    | [ 1 ] |
| 1976 | Troféu Imprensa          | Melhor Atriz | Eva Wilma       | Venceu    | [ 1 ] |

## Remake
Em 1994, a TV Globo exibiu o remake de A Viagem, também escrito por Ivani Ribeiro, com colaboração de Solange Castro Neves, que tornou-se um dos maiores sucessos da emissora na década de 1990.